# Anittasz király felirata
Az Anittasz király felirata (a címét sokszor Anittasz kiáltványa fordítással adják meg) a hettita irodalom és az óhettita nyelv egyik legkorábbi emléke. az i. e. 18. század végéről. Kusszara (Anatólia) városának uralkodója, Anittasz írja le benne uralkodásának történetét. A szöveg a jellegzetes hettita epigrafikus irodalmi műfaj, az életrajzi sztélék és sziklafeliratok stílusának, valamint az évkönyvek elbeszélő jellegű vezetésének egyik előzménye. Az i. e. 13. századig több másolat készült róla.
A forrás a hettita feliratok katalógusának első sorszámát viseli, ezért a hivatkozásokban általában CTH#1 megnevezéssel szerepel. (CTH = Catalogue des Textes Hittites) Első közlése a német tudományos akadémia könyvsorozatában, a Studien zu den Bogazkoy-Texten (StBoT rövidítéssel hivatkoznak rá) kiadványban, 1974-ben volt, Erich Neu fordításában.
Ebben a szövegben még nem található meg az a későbbi jellegzetesség, hogy az uralkodó sikereit valamely isten, vagy istenek csoportja védelmének, segítségének köszönheti. A szövegfordítások bizonytalanságait is figyelembe véve legfeljebb egy alkalommal lehet isteni beavatkozást sejteni a történetben, a Viharisten említése alkalmával, amely azonban fordítható úgy is, hogy az esemény idején egyszerűen viharos volt az időjárás. Vitatott és nehezen értelmezhető, hogy a hattuszaszi győzelmet vajon Halmaszuit trónistennő segítségével magyarázza-e, mindenesetre a későbbi isteni protekcióhoz ez szolgált alapul.
A szöveg egyedülálló abban a tekintetben is, hogy eddig még máshonnan nem ismert a DŠi-i-uš istenhivatkozás, amelynek egyik gyakori formája a „mi istenünk” megfogalmazás. Még az sem bizonyos, hogy a fordítása mi Istenünk vagy Sziuszunk lenne.

## A szöveg
| Eredeti szöveg | Magyarul |
| --- | --- |
| (1§) 1 mA-ni-it-ta DUMU mPí-it-ḫa-a-na LUGAL URUKu-uš-ša-ra QÍ-BỊ-MẠ (1§) 2 ne-pí-iš-za-aš-ta DIŠKUR-un-ni a a-aš-šu-uš ẹ-eš-ta (1§) 3 na-aš-ta DIŠKUR-un-ni-ma ma-a-an a-aš-šu-uš ẹ-eš-ta (1§) 4 URUNe-e-ša-aš LUGAL-uš! URUKu-uš-ša-ra-aš LUGAL-i × × × [...] (2§) 5 [LUG]AL URUKu-uš-ša-ra URU-az kat-ta[pa-] an-ga-ri-it-ụ[-{it}] (2§) 6 [nu UR]UNe-e-ša-an iš-pa-an-di na-ak-ki-it dạ[-a-aš] (2§) 7 [URU N]e-e-ša-aš LUGAL-un IṢ-BAT Ú DUMUMEŠ URUNe-e-š[a-aš] (2§) 8 [i-d]a-ạ-lụ na-at-ta ku-e-da-ni-ik-ki ták-ki-iš-ta (2§) 9 [...] × an-nu-uš at-tu-uš i-e-et (3§) 10 [nu mPí-i]t-ḫa-a-na-aš at-ta-aš-ma-aš a-ap-pa-an ša-ni-i̯a ú-it-ti (3§) 11 [ḫ]u-ụl-la-an-za-an ḫu-ul-la-nu-un DUTU-az ut-ne-e (3§) 12[ku-it k]u-it-pát a-ra-iš nu-uš ḫu-ụ-mạ-ạn-dụ-ụš-p[át ḫ]u-u[l-la-nu-u]n | 1 Anittasz, Pithanasz fia, Kusszara királya mondja: 2 Az ég Viharistene kedves volt (hozzám), 3 és amikor a Viharisten kedves volt 4 Nesza város királya Kusszara királyának (fogságába esett?) 5 Kusszara királya (jött) nagy erőkkel 6 és Neszát erőszakkal elfoglalta az éjszakai viharban. 7 A király elragadta Nesza lakosait, de a neszai 8 azt mondta, nem árt (nekik), 9 (de) elrabolta (ezeket) az anyákat (és) atyákat magának. 10 Atyám, Pithanasz (halálát) követően, (még) ugyanebben az évben 11 felkelés (indult). Bármilyen országgal 12 szemben a Nap (segítségével, vagy „én a Nap”[keleti]) győzelmet (arattam). |

| Eredeti szöveg | Magyarul |
| --- | --- |
| (4§) 13 [...]×-ma URUỤl-lạm-mạ × × [...] (4§) 14 [...]× a-ap-pa-ma LUGAL URUḪ[(a-at-ti-ú-×)...] (4§) 15 [...]×-tẹ-ẹ-eš-mi ḫu-ul-la-nu-un[...] (4§) 16 U[RU N]e-e-ša × [...] (5§) 17 URUḪa[r-k]i-ú-na-an ḫa-an-ta-ši me-e-ḫ[u-ni...] (5§) 18 URU[...]-ma-an iš-pa-an-di [na-ak((-ki-it EL-QÉ)] (5§) 19 URU × × × × -an ḫa-an-ta-i-ši me-e-ḫu-n[i...] (6§) 20 × × [n]e-pí-ša-aš DIŠKUR-ni ḫa-ap-pa-re-e-nu-un[...] (6§) 21 [...] DIŠKUR-un-ni-i̯a a-ap-pa ḫa-×[(-ku-e-en)] (6§) 22 ku-i[(š a)]m-me-el a-ap-pa-an LUGAL-uš ki-i-ša-r[i ...] (6§) 23 UR[U-]×-an URUḪar-ki-ú-na-an-na URUNe-e[-ša-aš(-) ...] (6§) 24 a-a[p-pa] × × ku-iš-ki a-ša-a-ši URUNe-e[-ša-aš ...] (6§) 25 kụ-r[u-u]r ẹ-ẹš-tu nu a-pa-aš ut-ni-an-da-an ḫu-u-m[a-an-da-an] (6§) 26 × [...] ẹ-ẹš-tu nu UR.MAḪ-iš ma-an ut-n[e-e ...] | 13 Ullamma városa (...) 14 ám miután (...) Hatti királya (...) 15 Teszma városban (...) én legyőztem (...) 16 (azután?) Nesza h(aragja?). 17 (Bevettem) Harkiuna városát déli hőségben (...) 18 (Utána) bevettem (Ullamma?) városát az éjszakában (viharban?) 19 (...) és (bevettem) (Tenenda?) városát délidőben (...) 20 Én elszállítottam (eladtam? őket?), hogy a Viharistennek (szolgáljanak? ...) 21 És a Viharistennek (...) országok megint (...) 22 Bárki lesz utánam király (a városban) 23 és Harkiuna, Nesza (városaiban) 24 Senki ne telepítse be Neszát. 25 Akkor ő (...) minden földeket! 26 (...) Mint az oroszlán, az országokat (...) |

| Eredeti szöveg | Magyarul |
| --- | --- |
| (7§) 27 × [...] × ×-aḫ-zị-ma ku-i[t-k]i nu-uš-ša-an [...] (7§) 28 [...] × × a-[š]a-a-ši na-an DIŠKUR-ni[...] (7§) 29 × [...] × × × × × × × [...] (8§) 30 [...]a[(t-ta-a~m)]a-aš a-ap-pa-an[...] (8§) 31 [...] URUZạ-a-al-pu-aš a-r[(u-n)a-aš ...] (8§) 32 × × × [...] [URUZa-a-al-pu-a]š? a-ru-na-aš[...] (9§9 33 ke-e ụd-d[a?-]a?-ar? [(tup-pi-i̯a-a)]z I-NA KÁ.GAL-I6A × [...] (9§) 34 UR-RA-AM ŠE-R[A-AM] kị[-i tup-pí le-]ẹ ku-iš-ki ḫu-ul[(-li-e-ez-zi) ...] (9§) 35 ku-i-ša-at ḫu-ul-li[-iz-zi] U[RUNe-e-š]ạ-ạš LÚKÚR-ŠU ẹ[-eš-tu ...] | 27 (...)t hanem valami, és hogy a (...) 28 (... ha) ő rendezi, hogy a Viharistennek 29 (...) 30 (Az ? évben) apám után (...) 31 (mentem?) a (tenger?)hez Calpuva (városához) 32 (... tenger?)hez Calpuva (határ?)ához 33 E táblán a szavakkal (az a célom), 34 hogy a jövőben mindig (...) 35 aki Nesza ellensége |

| Eredeti szöveg | Magyarul |
| --- | --- |
| (10§) 36 ta-a-an nam-ma mPí-u-uš-ti-iš LUGAL [UR]UḪa-at-ti ú[-...] (10§) 37 šar-de-aš-ša-an-na ku-in ú-u̯a-te-et šu-uš URUŠạ-l[(am-p)]í (11§) 38 ut-ne-e ḫu-u-ma-an-da URUZa-a-al-pu-az an-da a-ru-na-ạz[IS-BAT?/a-ru-na-aš? EL]-[QE...] (11§) 39 ka-ru-ú mU-uḫ-na-aš LUGAL URUZa-a-al-pu-u̯a DŠi-u-šum-m[i-in] (11§) 40 [UR]UNe-eš-ša-az URUZa-al-pu-u̯a pe-e-d[a-aš] (11§) 41 [ap-pé-]ez-zi-i̯a-na mA-ni-it-ta-aš LUGAL.GAL DŠi-ú-šu[m(-mi-in)] (11§) 42 [(U)RUZ]a-al-pu-u̯a-az a-ap-pa URUNe-e-ša pe-e[-taḫ-ḫu-un] (11§) 43 [mḪu-]uz-zi-i̯a-na LUGAL URUZa-al-p[u-u̯a] ḫu-š[u-u̯a-an-t/da-an] (11§) 44 [U]RUNe-e-ša ú-u̯a-te-nu-un URUḪa-at-tu-ša- × × [...] (11§) 45 [ta]k?-ki-iš-ta ša-an ta-a-la-aḫ-ḫu-un ma-a-na-aš [...] (11§) 46 ạp-pé-ez-zi-i̯a-na ki-iš-ta-an-zi-at-ta-at ša-ạn DḪal-ma-š[u-it-ti] (11§) 47 DŠi-i-uš-mi-iš pa-ra-a pa-iš ša-an iš-pa-an-di (11§) 48 na-ak-ki-it da-a-aḫ-ḫu-un pé-e-di-iš-ši-ma ZÁ.AḪ.LI-an a-ni-ẹ[-nu-un] | 36 A második alkalommal Pijuszti, Hatti királya (jött), 37 aki hozta Szal(ampa) város segéd(csapatait) 38 (Én megszereztem) az összes földjét Calpa országától a tengerig 39 Egykoron a calpai Uhnasz (elrabolta) a mi istenünk, Sziusz (szobrát) 40 (és) elvitte Neszából Calpába. 41 (Később) én, Anittasz, a Nagy Király, vezettem (hadjáratot Calpába) és a mi istenünk, Sziusz (szobrát) 42 visszavittem Neszába. 43 Calpa királyát, Huccijaszt hoztam (fogolyként magammal) 44 ezután Neszába. De Hattuszasz nem (...) 45 csatlakozott, ezért (a várost) magára hagytam. 46 De ezután szenvedett az éhségtől, és Halmaszuit isten átadta nekem 47 Sziusz isten trónját. Éjszaka 48 rohammal bevettem és helyére gaz(növények) magvait vetettem. |

| Eredeti szöveg | Magyarul |
| --- | --- |
| (12§) 49 ku-iš am-me-el a-ap-pa-an LUGAL-uš ki-i-ša-r[í] (12§) 50 nu URUḪa-at-tu-ša-an a-ap-pa a-ša-a-š[í] (12§) 51 na-an ne-pí-ša-aš DIŠKUR-aš ḫa-az-zi-e-e[t-tu] (13§) 52 URUŠa-la-ti-u̯a-ra me-e-ni-im-me-et ne-e-eḫ[-ḫu-un] (13§) 53 URUŠạ-la-ti-u̯a-ra-ša me-e-na-aḫ-ḫa-an-da GIŠtu-ụ?-×[-...] (13§) 54 [URU-ri-a]z ERÍNMEŠ-ŠU ḫu-it-ti-i̯a-ti ša-an URUNe-e-š[(a pe-e-ḫu-t)e-nu-un] (14§) 55 nu URUNe-e-ši URUDIDLI ú-e-te-nu-un URU-i̯a-an a-a[p(-pa)] (14§) 56 ne-pí-ša-aš DIŠKUR-na-aš É-ir Ú É DŠi-u[-na-šu(m-mi-ịn AB-NI)] (15§) 57 É DḪal-ma-šu-it-ta-aš É DIŠKUR-na-ạš [(BE-LI-i̯a Û É DŠi-u-na-šum-mi-iš AB-NI)] (15§) 58 KASKAL-za ku-it a-aš-šu ú-taḫ-ḫ[u-un (a-pe-e-da-an-da ḫa-liš-ši-i̯a-nu-un)] | 49 Bárki lesz király utánam, 50 ha Hattuszaszt újjáépíti, 51 (akkor) a Viharisten átka (szálljon rá)! 52 Megfordultam, arccal Szalativara városa felé. 53 Szalativara csapatai a városon kívül (...) 54 (...) és elvittem Neszába. 55 Én építettem erődítményt Neszában, és a város (nőtt). 56 Én építettem templomot a Viharistennek és Sziusz(nak, a mi istenünknek). 57 Építettem templomot Halmaszuitnak (is), a Viharistennek (is) és (a mi istenünknek, Sziusznak is). 58 Ami (hasznot) a hadjárat hozott, abból ezekkel díszítettem (Neszát). |

| Eredeti szöveg | Magyarul |
| --- | --- |
| (16§) 59 nu ma-a-al-taḫ-ḫu-un nu [(ḫu-u-u̯a-ar)-taḫ-ḫu-un] (16§) 60 ša-ni-i̯a ši-u̯a-at [(II UR.MAḪ LXX ŠAḪ GIŠSI] (16§) 61 I ME XX AZḪIA LU-Ú [(UG.TUR LU-Ú UR.MAḪḪIA LU-Ú DÀRA.MAŠ)] (16§) 62 LU-Ú DÀRA Ú-LU[.T(UR)] (16§) 63 URUNe-e-š[(a A-NA URU-IA u-da-aḫ-ḫu-un)] (17§) 64 ú-e-et-tạ[(-an-da-an-ni-eš-ši-ma) URUŠa-la-ti-u̯a-r(a za-aḫ-ḫi-i̯a-a pa-a-un)] (17§) 65 LÚ URUŠa-l[(a-ti Au̯a-ra QA-DU DUMUMEŠ-ŠÚ a-ra-a-i)š (-)a'(n-da)] (17§) 66 ú-e-et K[(UR-e-še-et Ú URULIM-ŠU da-a-li-iš)] (17§) 67 nu ÍDḪ[(u-u-la-an-na)]-a[(n IṢ-BAT)] | 59 Azt mondtam, (teszek) egy fogadalmat. 60 Azon a napon két oroszlánt hoztam, 70 (vad)kant, egy (vagy hatvan) (vad)disznót 61 120 vadállatot, leopárdot, oroszlánt, szarvast, 62 voltak hegyikecskék, volt (...) 63 hoztam mindezt városomba, Neszába. 64 Az évben elmentem (...) Szalativara városába. 65 Szalativara fiai felálltak ellenem (...) 66 elhagyta a hazáját és városát (...) 67 és elfoglalták a Hulanna folyót. |

| Eredeti szöveg | Magyarul |
| --- | --- |
| (18§) 68 URUNe-e[-E(GIR-pa-an ar-ḫa pa-it)] (18§) 69 nu URUDIDLI-ŠU [(lu-uk-ki-it a-pu-u-uš-ša an)-da?] (18§) 70 URU-ri-i̯a[-an ḫ(u-la-le-eš-šar-še-et I LI-IM IV! ME ERÍNMEŠ)] (18§) 71 nu XL ṢÍ[-IM-TI (ANŠE.KUR.RAḪIA KU) ...] (18§) 72 a-pa-ša [(ḫu-it-ti-it-ti ša-aš i-i̯a-an-ni-eš)] (19§) 73 ma-a-an × × [(la-aḫ-ḫa pa-a-un)] (19§) 74 nu LÚ URUPu-ru-š-ḫa-a[(n-da kat-ti-mi ḫe-en-ku-m)u-uš] (19§) 75 šū I GIŠŠÚ.A.AN.BAR I PA.GAM AN.BAR [(ḫé-en-gur ú-da-aš)] (19§) 76 ma-a-an a-ap-pa-ma URUNe-e-ša [ú-i̯a-n(u-un)] (19§) 77 nụ LÚ URUPu-ru-uš-ḫa-an-da kat-tim-mi [(pe-e-ḫu-te-nu-un)] (19§) 78 mạ-a-an tu-un-na-ki-iš-na-ma pa-iz-zi a-p[(a-a-ša)] (19§) 79 pệ-ẹ-ra-am-mi-it ku-un-na-az e-ša-ri | 68 A neszai hadsereg ment mögötte 69 és felgyújtották a városokat (akiket gyűjtött?). 70 A városban 1400 gyalogos, 71 és 40 lovas katona (volt, és) ezüst és arany. 72 73 Amikor mentem (...) a hadjáratra, 74 puruszhandai ember ajándékot hozott nekem. 75 Hozott nekem egy vastrónt és egy vasjogart, mint ajándék. 76 Amikor visszatértem Neszába, 77 a puruszhandai férfi velem tartott. 78 Amikor trónom(on) ülök belső szobámban, 79 ő előttem ül a jobb oldalon. |